# (6173) Jimwestphal
(6173) Jimwestphal est un astéroïde de la ceinture principale.

## Description
(6173) Jimwestphal est un astéroïde de la ceinture principale. Il fut découvert le 9 janvier 1983 à la station Anderson Mesa par Brian A. Skiff. Il présente une orbite caractérisée par un demi-grand axe de 2,56 UA, une excentricité de 0,12 et une inclinaison de 10,0° par rapport à l'écliptique.

## Compléments